# Hildebrand
Hildebrand (korábban Edgewood) az Amerikai Egyesült Államok északnyugati részén, Oregon állam Klamath megyéjében, az Oregon Route 140 közelében elhelyezkedő önkormányzat nélküli település.
Mai nevét 1890 decemberében vette fel. Az 1890 augusztusa és 1942 között működő posta első vezetője Newton F. Hildebrand volt. 1919 és 1923 között a postai nyilvántartásban tévesen Hilderbrand szerepelt.
Az Oregon, California and Eastern Railway vasútállomása a Klamath Falls–Bly-vasútvonal 1941-es menetrendjében még szerepelt. 1990-ben a nyomvonal helyén gyalogos útvonalat (OC&E Woods Line State Trail) alakítottak ki.

## Fordítás
- Ez a szócikk részben vagy egészben  a   Hildebrand, Oregon című angol Wikipédia-szócikk ezen változatának fordításán alapul.  Az eredeti cikk szerkesztőit annak laptörténete sorolja fel. Ez a jelzés csupán a megfogalmazás eredetét és a szerzői jogokat jelzi, nem szolgál a cikkben szereplő információk forrásmegjelöléseként.